# Łada Granta
Łada Granta – samochód osobowy rosyjskiej marki Łada produkowany przez zakłady AwtoWAZ od 2011 roku.

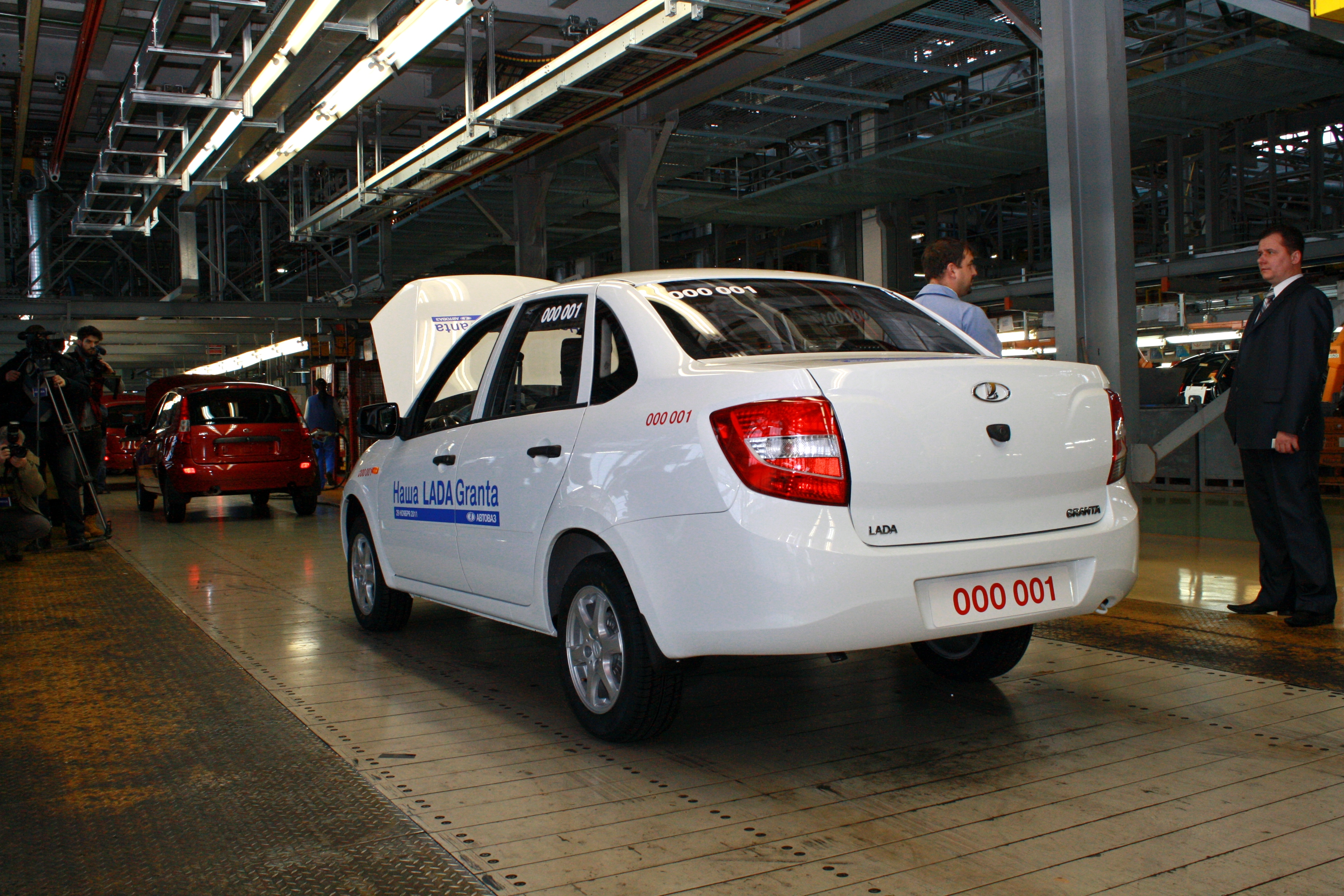
Tył Łady Granta numer 1

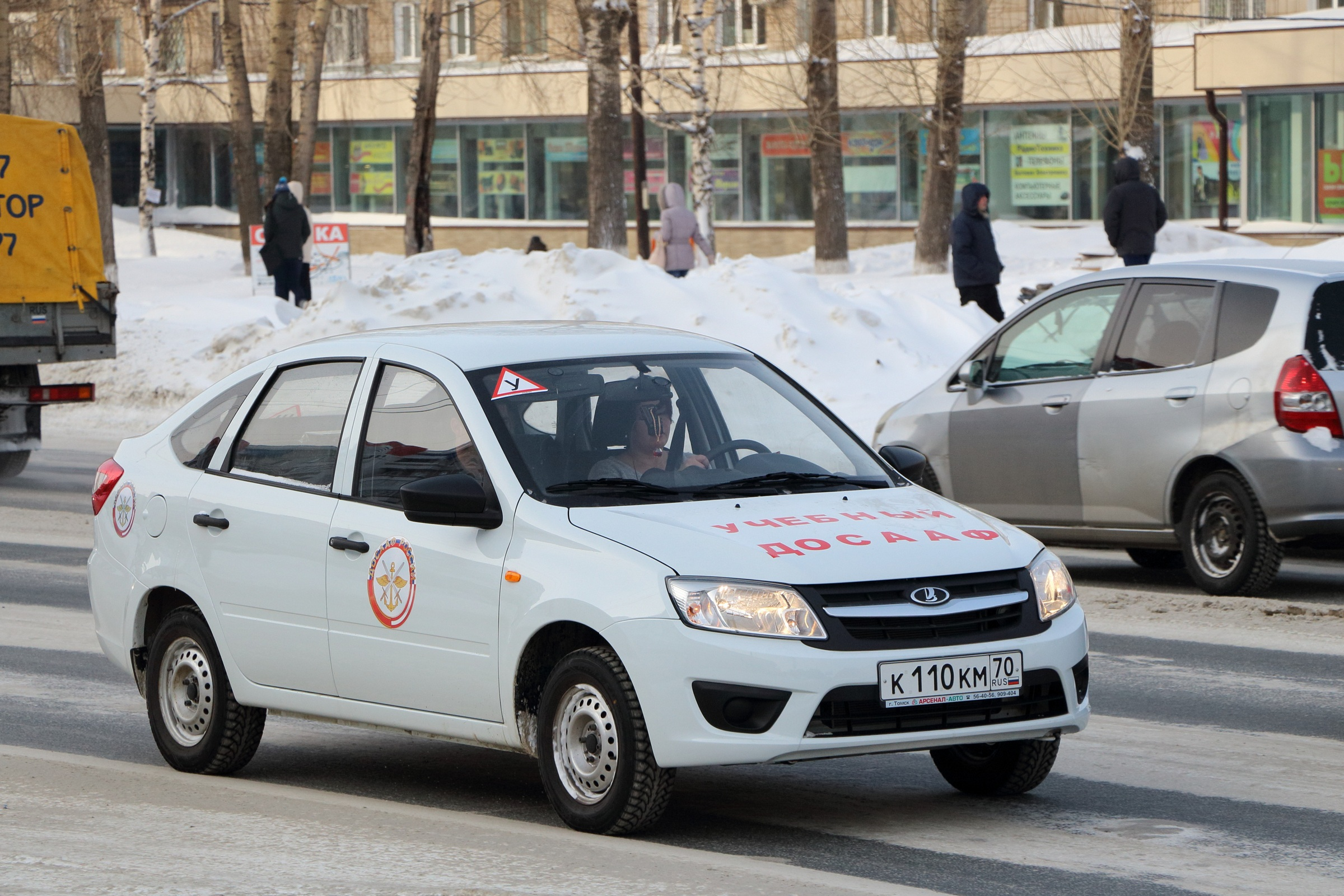
Łada Granta w wersji liftback w Tomsku

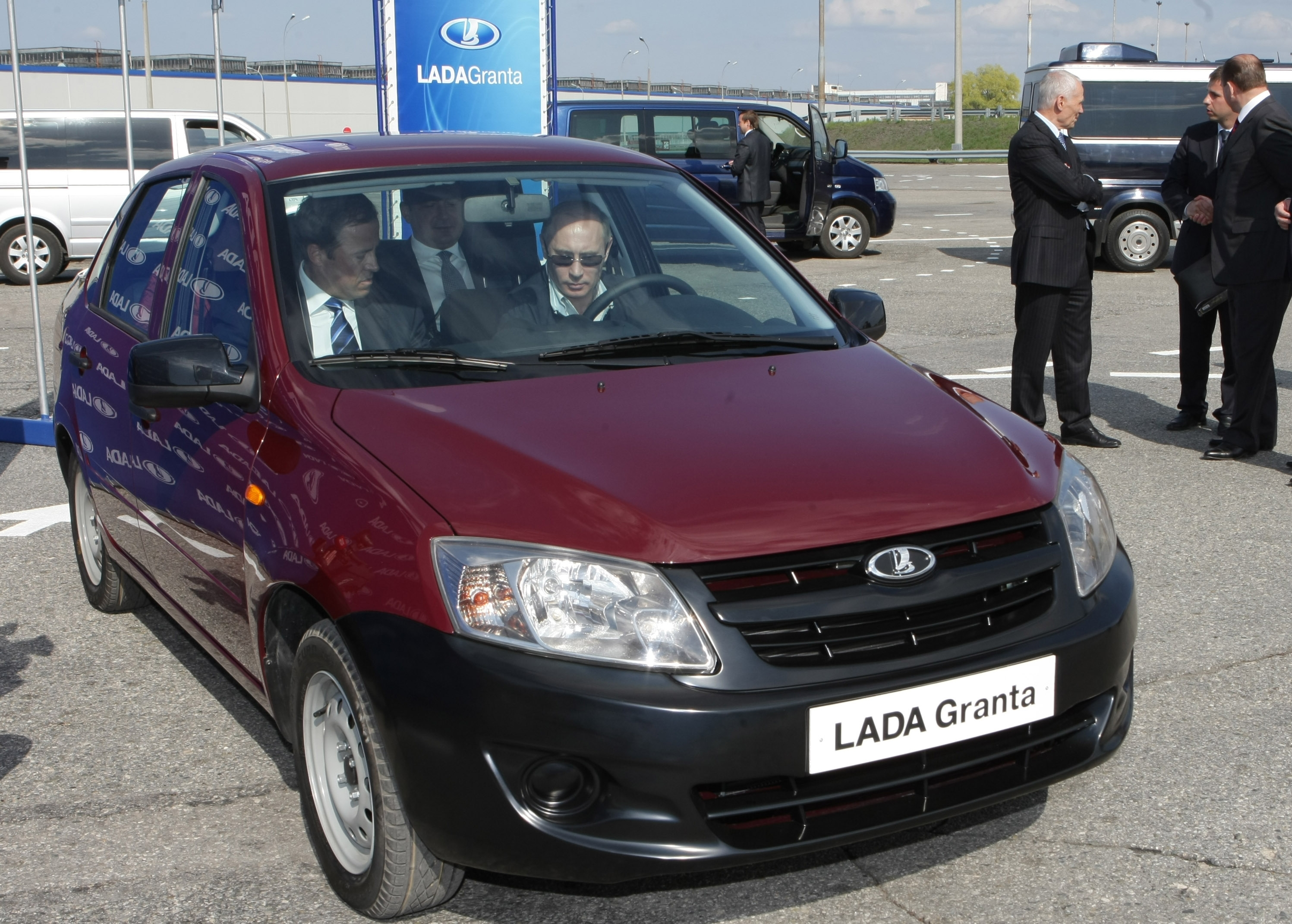
Prezydent Rosji Władimir Putin w Ładzie Granta podczas prezentacji pojazdu

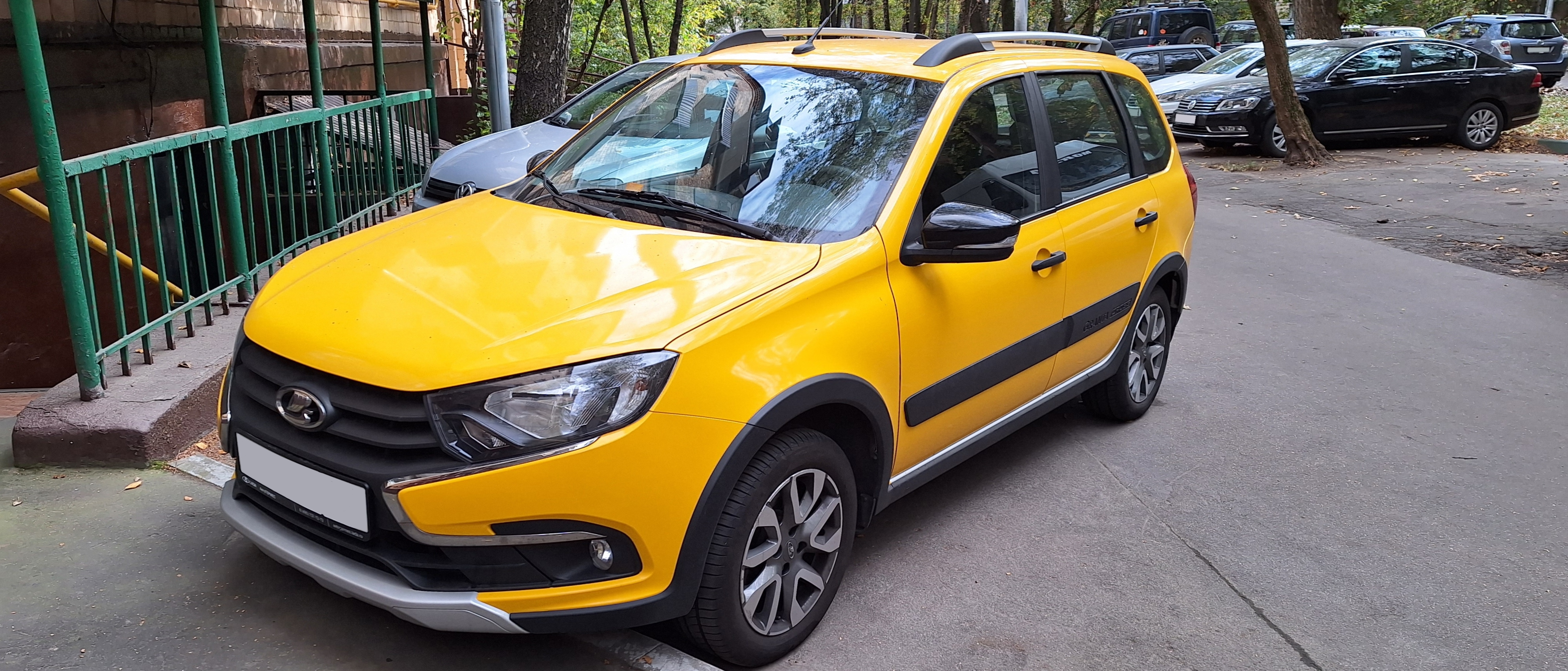
Lada Granta Cross

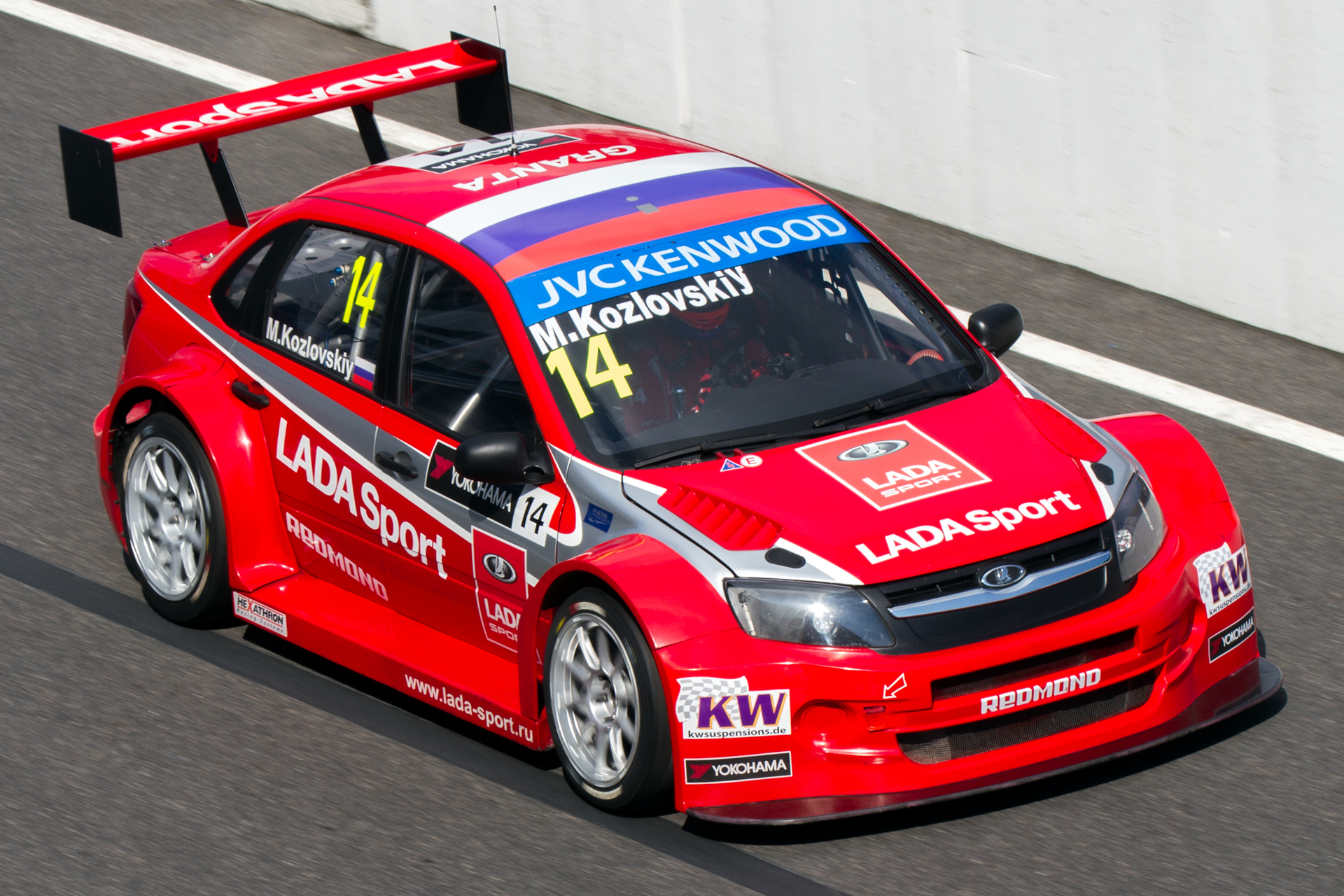
Łada Granta WTCC

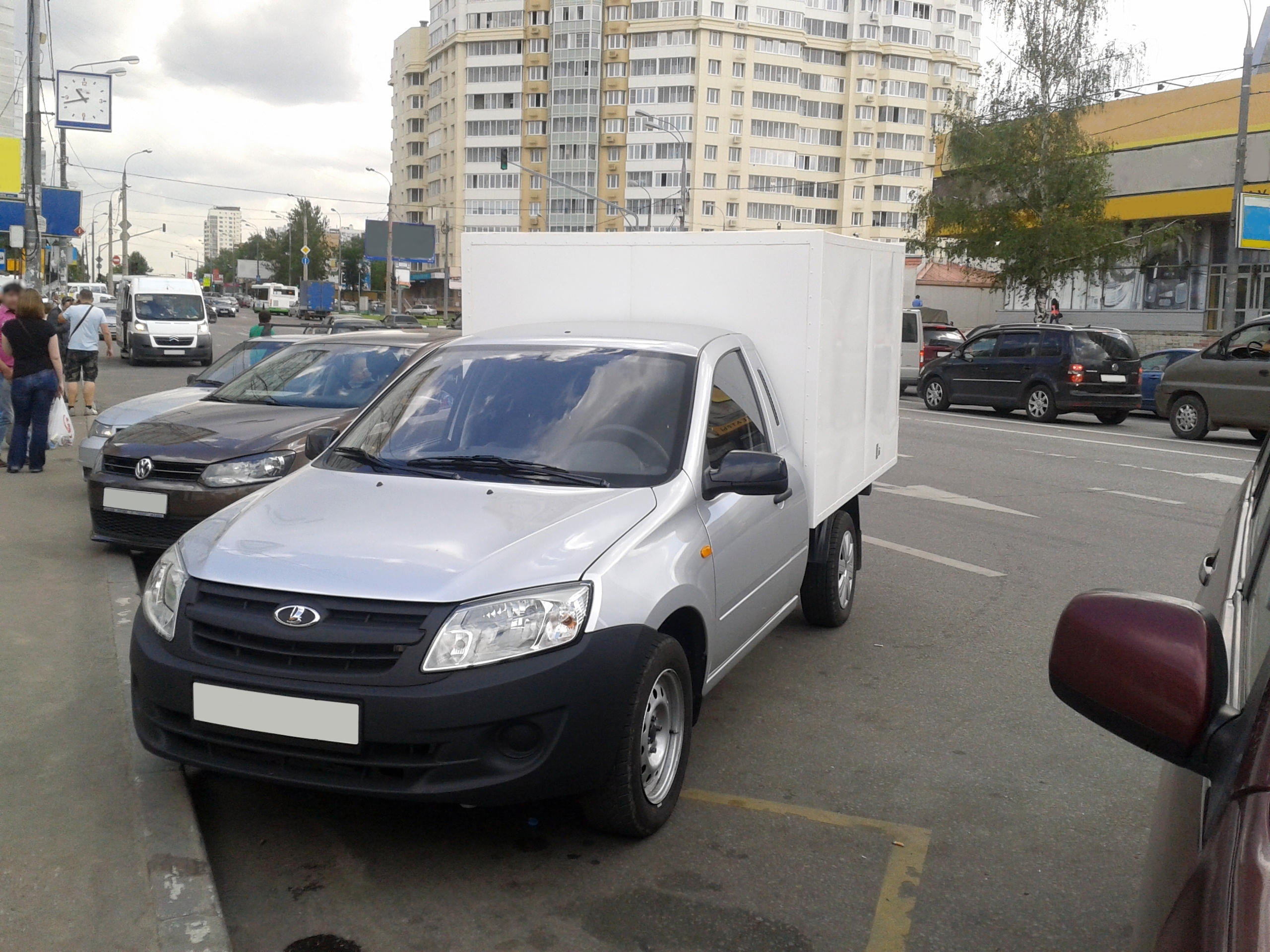
Łada Granta w wersji pick-up jako WIS-2349

## Historia i opis modelu
Projekt roboczy pojazdu posiadał tytuł Low Cost (z ang. „niski koszt”). Na nazwę auta ogłoszono konkurs, który wygrał Paweł Zacharow otrzymując w nagrodę Ładę Kalinę. Granta (oznaczenie fabryczne WAZ-2190) zastąpiła w gamie marki Kalinę w wersji sedan, zaś w kategorii cenowej tzw. wersje klasyczne (2105 i 2107).
Premiera samochodu odbyła się 11 maja 2011 roku w Togliatti, a sam samochód testował osobiście ówczesny premier, a obecny prezydent Rosji – Władimir Putin. 16 maja 2011 roku ruszył montaż próbny, a w październiku tego samego roku produkcja seryjna.
W 2012 roku podczas zawodów WTCC na Węgrzech, miał miejsce debiut wyścigowej wersji Granty z silnikiem 1.6 o mocy 235 KM.
11 listopada 2012 roku rozpoczęła się produkcja Granty sedan w zakładach Czeczenawto w Argun na terenie Republiki Czeczeńskiej.
14 maja 2014 roku w zakładach w Iżewsku rozpoczęła się produkcja wersji liftback (oznaczenie fabryczne WAZ-2191).
Od 2014 roku zakłady WAZInterSerwis specjalizujące się w produkcji Ład z nadwoziem typu pick-up produkują Grantę w wersji dwudrzwiowy pick-up z kilkoma rodzajami zabudowy jako WIS-2349.
W lipcu 2018 roku Łada Granta przeszła gruntowny facelifting - zmienione zostały reflektory, zderzak, elementy dekoracyjne, tylna klapa bagażnika i światła. Sylwetka Granty upodobniła się do sztandarowego modelu Łady Vesta. Zmiany uległy przeprowadzone wyposażenie standardowe: podgrzewane siedzenia, ogrzewaną przednią szybę i lusterka, czujniki deszczu i światła oraz zestaw głośnomówiący. Oprócz tego Granta będzie wyposażona w rosyjski odpowiednik systemu e-Call, wzywający pomoc w razie wypadku.

### Sprzedaż w Europie
W 2013 roku rozpoczęto sprzedaż modelu Granta w Europie Zachodniej (w tym krajach UE). Samochód miał konkurować przede wszystkim z Dacią Logan.
W 2020 roku samochód został wycofany ze sprzedaży na rynkach krajów Unii Europejskiej Powodem mają być przede wszystkim wprowadzone z dniem 1 stycznia nowe limity dotyczących emisji spalin. Ostatnie Łady homologowane według starych wytycznych trafiły do europejskich dealerów pod koniec pierwszego kwartału bieżącego roku, od tego czasu dealerzy nie przyjmują nowych zamówień na samochody.

### Wersje wyposażeniowe
- Standard
- Norma
- Lux
- Sport

Pojazd dostępny jest w czterech wersjach wyposażeniowych. Podstawowa wersja pod nazwą Standard obejmuje m.in. 13-calowe koła, pasy bezpieczeństwa, poduszkę powietrzną dla kierowcy oraz światła do jazdy dziennej. Wersja Norma obejmuje m.in. 14-calowe koła, filtr kabinowy, centralny zamek, elektrycznie sterowane przednie szyby, komputer pokładowy. Najbogatsza wersja Lux posiada m.in. podgrzewane siedzenia, klimatyzację, ABS, BAS, centralny zamek, 4 poduszki powietrzne, elektrycznie opuszczane wszystkie szyby, aluminiowe felgi, radio CD, dzieloną tylną kanapę oraz tylne zagłówki. Dostępna jest także wersja Sport wyposażona w silnik 1.6 16V o mocy 118 KM.
Opcjonalnie auto wyposażyć można w nawigację GPS, ESP, boczne kurtyny powietrzne.

### Silniki
| Wersja        | Silnik:             | Śr. × skok tłoka: | St. sprężania: | Moc maks:                         | Maks. moment obrotowy     | 0–100 km/h: | V-max:   |
| ------------- | ------------------- | ----------------- | -------------- | --------------------------------- | ------------------------- | ----------- | -------- |
| 1,6 8V        | R4 1,6 l (1596 cm³) | b.d.              | b.d.           | 87 KM (64 kW) przy 5100 obr./min  | 140 Nm przy 3800 obr./min | 12,2 s      | 167 km/h |
| 1,6 16V       | R4 1,6 l (1596 cm³) | b.d.              | b.d.           | 98 KM (72 kW) przy 5600 obr./min  | 145 Nm przy 4000 obr./min | 13,3 s      | 173 km/h |
| 1,6 16V       | R4 1,6 l (1596 cm³) | b.d.              | b.d.           | 106 KM (78 kW) przy 5800 obr./min | 148 Nm przy 4200 obr./min | 10,9 s      | 183 km/h |
| 1,6 16V Sport | R4 1,6 l (1596 cm³) | b.d.              | b.d.           | 118 KM (87 kW) przy 6750 obr./min | 154 Nm przy 4750 obr./min | 9,5 s       | 197 km/h |